# Зимний отпуск
«Зимний отпуск» (в оригинале: «Женщина топит баню») (эст. Naine kütab sauna) — советский фильм 1978 года киностудии «Таллинфильм», снятый режиссёром Арво Круусементом, экранизация одноимённого романа эстонского писателя Виллема Гросса. Критикой назван монодрамой народной артистки Эстонской ССР Иты Эвер.
В первый год показа фильм посмотрели 1,75 миллиона зрителей в Советском Союзе и 16 500 в Эстонии.

## Сюжет
Директор завода собирается на Новый год пригласить иностранную делегацию в баню. Он отправляет Ану — уже немолодую работницу завода в деревню, где расположен коттедж с баней — организовать там всё, вместо работы оформляя ей короткий «зимний отпуск». Однако, эта деревня не является для Ану чужой — там живёт мать её бывшего мужа — здесь раньше они с мужем и дочкой проводили лето. Теперь Ану уж давно в разводе, одна подняла дочку, жизнь размерена и спокойна в трудовых буднях. Для женщины из скромной рабочей семьи, всю жизнь честно работавшей на заводе, такое поручение не по душе, но как человек безотказный и исполнительный она в метель едет в деревню. Приехав в деревню, она не может не проведать мать мужа, бабушку её внучки. Та, оказывается, очень больна и под утро на руках Ану умирает, не дождавшись поздно приехавшей из-за метели «скорой».
Поскольку у Ану была трудная ночь, и днём хлопоты с организацией похорон, к вечернему приезду директора с иностранцами в коттедже не всё готово — не растоплена баня, не прорублена прорубь. Весёлую компанию не волнуют проблемы и переживания женщины накануне вечером, но на защиту Ану встаёт милая и энергичная Ольга, ставя мужчин на место. А у Ану свои думы — приедет ли завтра на похороны бабушки её дочь Катрин, и она боится встречи с уже приехавшим в деревню своим бывшим мужем.
Следующий день этого «зимнего отпуска» бедная женщина мечется между баней, где гуляют иностранцы, и домом, где проходят поминки, в суете стараясь везде успеть… Вереница разных лиц — и чужих, и казалось бы своих, и родных, которых она вроде бы знала, проходит перед нею, сливаясь в картину странную и абсурдную. Невольно оглядываясь и на свою жизнь, Ану с грустью оценивает итоги прошедших лет.

## В ролях
- Ита Эвер — Ану
- Аарне Юкскюла — Тынис, её муж
- Катрин Вяльбе — Анита
- Хейно Мандри — Моорите
- Лизл Лийзе Линдау — Минна
- Светлана Орлова — Оля
- Вельё Кяспер — Воотэле
- Тэне Руубель — Катрин
- Лембит Ульфсак — врач скорой
- Мати Клоорен — Мартма
- Карл Юргенс — Раудсепп
- Энн Клоорен — Тахкур

В эпизодах: Ада Лундвер, Лууле Комиссаров, Юри Крюков, Юло Киппар, Роберт Гутман.

## Съёмки
Баня, изображенная в фильме, расположена на берегу ручья Курблу в уезде Куусалу, принадлежала некогда местному колхозу, сохранилась поныне и является местной достопримечательностью.

## Литературная основа
Фильм снят по роману эстонского писателя Виллема Гросса, роман написан в 1975 году, уже через год вышел в переводе на русский язык в издательстве «Советский писатель».

Развитие города и деревни сегодня и диалектика связанных с этим нравственных начал находят интересное преломление в новом романе Виллема Гросса «Зимний отпуск». Речь в романе, в сущности, идёт о глубоко здоровых, народных нравственных корнях Ану, человека душевно здорового, трудолюбивого и высокопорядочного .Эти нравственные начала противостоят в романе мещанскому снобизму матери Тыниса, бесхарактерности и изнеженности самого Тыниса, а также моральной расхлябанности иных современных молодых людей.— Литературное обозрение, 1975 год

В романе «Зимний отпуск» (1975) рассматриваются актуальные нравственные проблемы нашей жизни; трудолюбие и высокие моральные качества героини произведения, уходящие корнями в трудовую, крестьянскую почву, противопоставлены здесь как старозаветному, так и современному «интеллектуальному» мещанству.— Писатели Советской Эстонии: биобиблиографический словарь / Нафтолий Бассель. — Ėėsti raamat, 1984. — 255 с. — стр. 49

## Критика
Фильм обращается к реальной проблематике живого человека, ищет героев в действительности, а не в ряду затертых образцов литературно-кинематографических будней. Сценарист и режиссер находят в романе Виллема Гросса интересную героиню, простую женщину, воспитывающую дочь без мужа, от которого она ушла, предпочтя свое человеческое достоинство.— журнал «Таллин», 1981 год

Фильм, благодаря прекрасной игре Иты Эвер стал фильмом одного актера, остальные персонажи играют в нем куда менее значительные роли. Тем не менее фильм вполне удался.— журнал «Таллин», 1986 год

Фильм относится к своеобразному жанру монодрамы — в центре повествования лишь одна судьба, но судьба, сформированная постоянным трудом, одухотворенная огромным, непоказным, самоотреченным человеческим мужеством. Ану, героиня фильма, — уже немолодая женщина, заводская работница, красива той внутренней красотой, какую дарит людям жизнь чистая и гордая. Такой предстает она в романе, такой стремятся показать ее нам режиссер А. Круузмент и прекрасная эстонская актриса Ита Эвер. К сожалению, на пути книги к экрану не удалось избежать опасности несколько «спрямить», эстетизировать образ, чересчур настойчиво поддержав тему красоты глубинной вполне физической изысканностью облика героини. Но судьба Ану, человека духовно цельного и сильного, не подверженного никакой нравственной эрозии, все же, думается, не может не взволновать будущих зрителей фильма.— Спутник кинозрителя, август 1979 года